# همسار
همسار، روستایی از توابع بخش مهاباد  شهرستان اردستان در استان اصفهان ایران است.

## جمعیت
این روستا در دهستان همبرات قرار دارد و براساس سرشماری مرکز آمار ایران در سال ۱۳۸۵، جمعیت آن ۸۲ نفر (۲۵خانوار) بوده‌است.